# F型主系列星
F型主系列星 (Fがたしゅけいれつせい、英: F-type main-sequence star) は、スペクトル型がF、光度階級がVの、核で水素の核融合反応を起こしている主系列星である。太陽の1.0倍から1.4倍の質量を持ち、表面温度は 6000 K から 7600 K の間である。この表面温度のため、F型星は黄白色の色合いをしている。主系列星は矮星 (dwarf) とも呼ばれるため、"yellow-white dwarf" と称される場合もある。
F型主系列星は、10万立方パーセク (一辺がおよそ150光年の立方体に相当する体積) あたりに25個の密度で分布しており、主系列星全体のうち 3% 程度の個数を占めているとされる。プロキオンAやおとめ座γ星A、B、KIC 8462852 などがこの型に分類される。

## スペクトル標準星

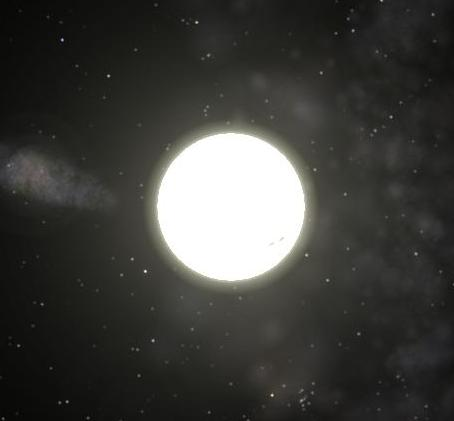
F型準巨星またはF型主系列星プロキオン A

ハロルド・レスター・ジョンソンとウィリアム・ウィルソン・モーガンによる1953年の改定されたスペクトル分類では、F型矮星 (主系列星) のスペクトル標準星として多くの恒星がリストアップされたが、これらの全てが現在までスペクトルの標準星として生き残っているわけではない。MK分類において "anchor points" として挙げられたF型主系列星、つまり現在までF型星の定義として変わらず用いられ続けている恒星には、おおぐま座78番星 (F2V)、オリオン座π3星 (F6V) がある。これら2つのスペクトル標準に加え、モーガンとキーナンによる1973年の論文では、"dagger standards" として標準星が加えられた。これらは、HR 1279 (F3V)、HD 27524 (F5V)、HD 27808 (F8V)、HD 27383 (F9V)、おとめ座β星 (F9V) である。その他の主要なスペクトル標準星には、HD 23585 (F0V)、HD 26015 (F3V)、HD 27534 (F5V) がある。ヒアデス星団内のほぼ同一のHD名を持つ HD 27524 と HD 27534 はどちらもF5V型星であると考えられており、したがってどちらもほぼ同一の色と等級を持つ。
1989年の Gray と Garrison の論文では、高温なF型星の現代的な表を与えている。F1VとF7Vに対する標準星はほとんど挙げられていないものの、専門的な分類の間ではわずかに変更されている。これらの型に対してしばしば用いられる恒星は、おおぐま座37番星 (F1V) とうお座ι星 (F7V) である。F4V型に対するスペクトル標準星は挙げられていない。
F9V型については、モーガンによって分類された高温の恒星と、キーナンによって分類された低温の恒星の境界を定義しており、どの恒星が高温なF型と低温なG型の境界を定義するのかは文献によって食い違いがある。モーガンとキーナンの1973年の論文では、おとめ座β星と HD 27383 がF9V型の標準星として挙げられているが、キーナンと McNeil の1989年の論文では HD 10647 が F9V の標準星として挙げられている。またカシオペヤ座η星はキーナンの1989年の論文ではF9V星とされているが、モーガンの1978年の論文ではG0V星とされている。

## 惑星系

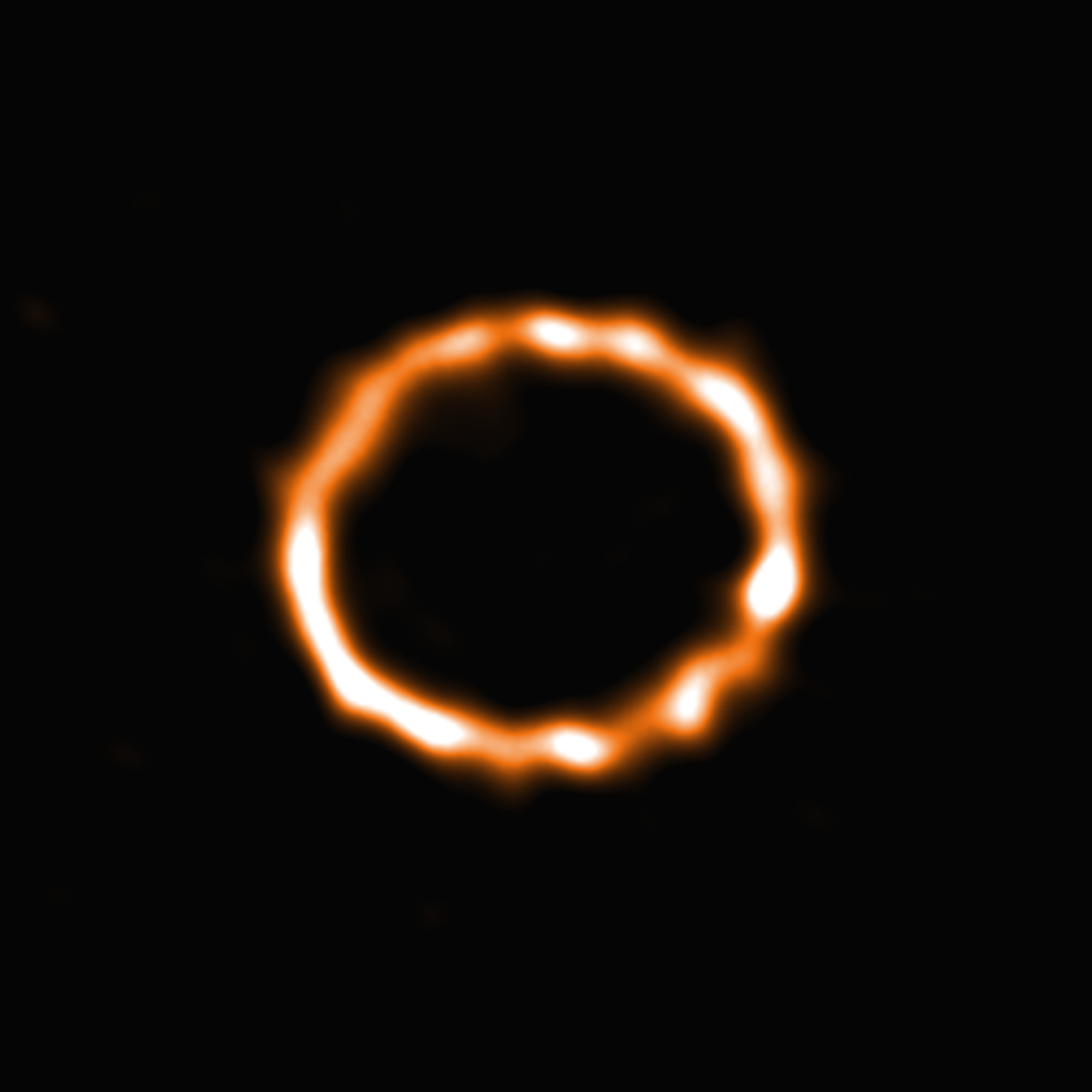
F型星 HD 181327 周りのデブリ円盤

F型主系列星のうち太陽系に非常に近いもののいくつかは、太陽系外惑星を持っていることが分かっている。例として、アンドロメダ座υ星、うしかい座τ星、HD 10647、HD 33564、HD 142、HD 60532、KOI-3010 が挙げられる。

## 居住可能性
いくつかの研究では、F型星を公転する惑星においても生命が発生する可能性があることが示されている。比較的高温なF0型星の周りでは、ハビタブルゾーンは恒星から 2.0 au から 3.7 au の範囲となり、比較的低温なF8型星の周りでは 1.1 au から 2.2 au までの範囲と推定されている。しかしG型主系列星周りと比較した際のF型星まわりのハビタブルゾーンでの仮説上の生命における主要な問題点は、恒星からの放射が強いことと、恒星の寿命が短いことである。
F型星は紫外線などのより高いエネルギーを持つ光を多く放射することが知られており、これは長期的に見るとDNA分子に非常に悪影響を及ぼしうる。ある研究によると、太陽と地球の関係と居住可能性の観点で等価な位置にあるF型星周りの惑星 (すなわちF型星のハビタブルゾーン内にある惑星) において、大気組成が地球と同じだとした場合、惑星の表面にいる生命は紫外線によって地球の2.5倍から7.1倍のダメージを受けると推定される。したがって、その惑星の生命が生存するためには、惑星は高層大気におけるオゾン層などの十分な大気による遮蔽を必要とすると考えられる。